# Heliciopsis lobata
Heliciopsis lobata är en tvåhjärtbladig växtart som först beskrevs av Elmer Drew Merrill, och fick sitt nu gällande namn av Hermann Sleumer. Heliciopsis lobata ingår i släktet Heliciopsis och familjen Proteaceae. Inga underarter finns listade i Catalogue of Life.